# Gruta (gmina)
Gruta – gmina wiejska w województwie kujawsko-pomorskim, w powiecie grudziądzkim. W latach 1975–1998 gmina położona była w województwie toruńskim.
Siedzibą gminy jest Gruta.
Według danych z 30 czerwca 2004 gminę zamieszkiwało 6595 osób.

## Struktura powierzchni
Według danych z roku 2005 gmina Gruta ma obszar 123,77 km², w tym:
- użytki rolne: 80%
- użytki leśne: 8%

Gmina stanowi 16,99% powierzchni powiatu.

## Ochrona przyrody
Na terenie gminy znajduje się część Rezerwatu przyrody Dolina Osy chroniącego system przyrodniczy rzeki Osy.

## Demografia

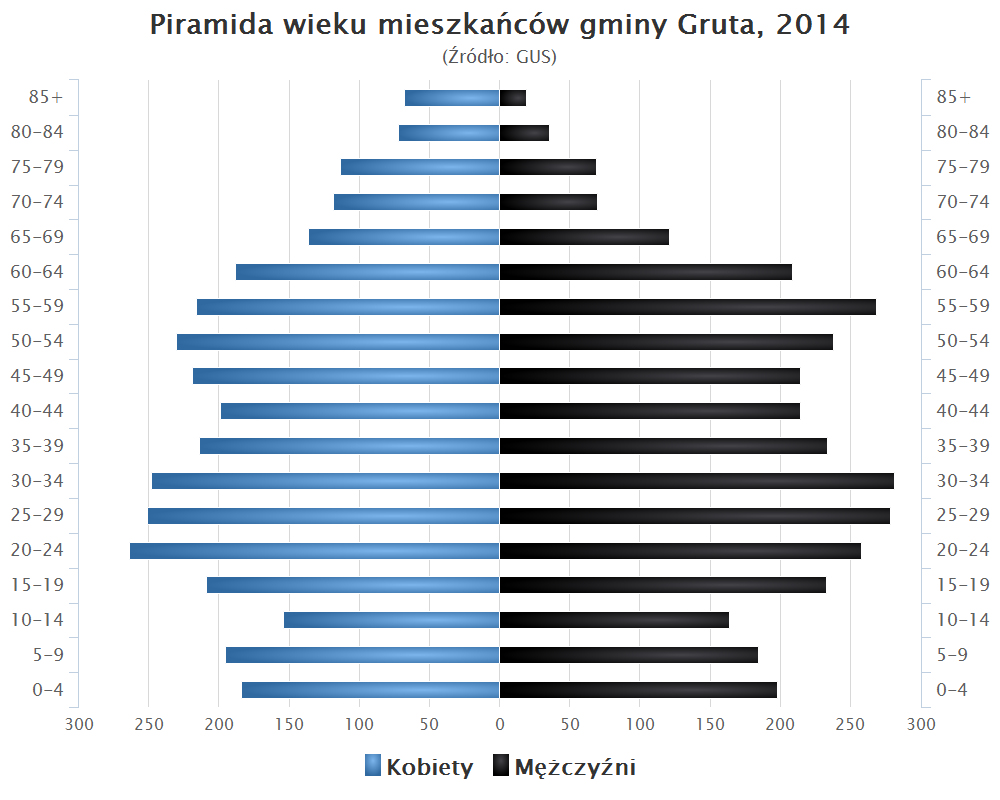
Piramida wieku mieszkańców gminy Gruta w 2014 roku

Dane z 30 czerwca 2004:
| Opis                              | Ogółem | Ogółem | Kobiety | Kobiety | Mężczyźni | Mężczyźni |
| --------------------------------- | ------ | ------ | ------- | ------- | --------- | --------- |
| jednostka                         | osób   | %      | osób    | %       | osób      | %         |
| populacja                         | 6595   | 100    | 3312    | 50,2    | 3283      | 49,8      |
| gęstość zaludnienia (mieszk./km²) | 53,3   | 53,3   | 26,8    | 26,8    | 26,5      | 26,5      |

## Zabytki

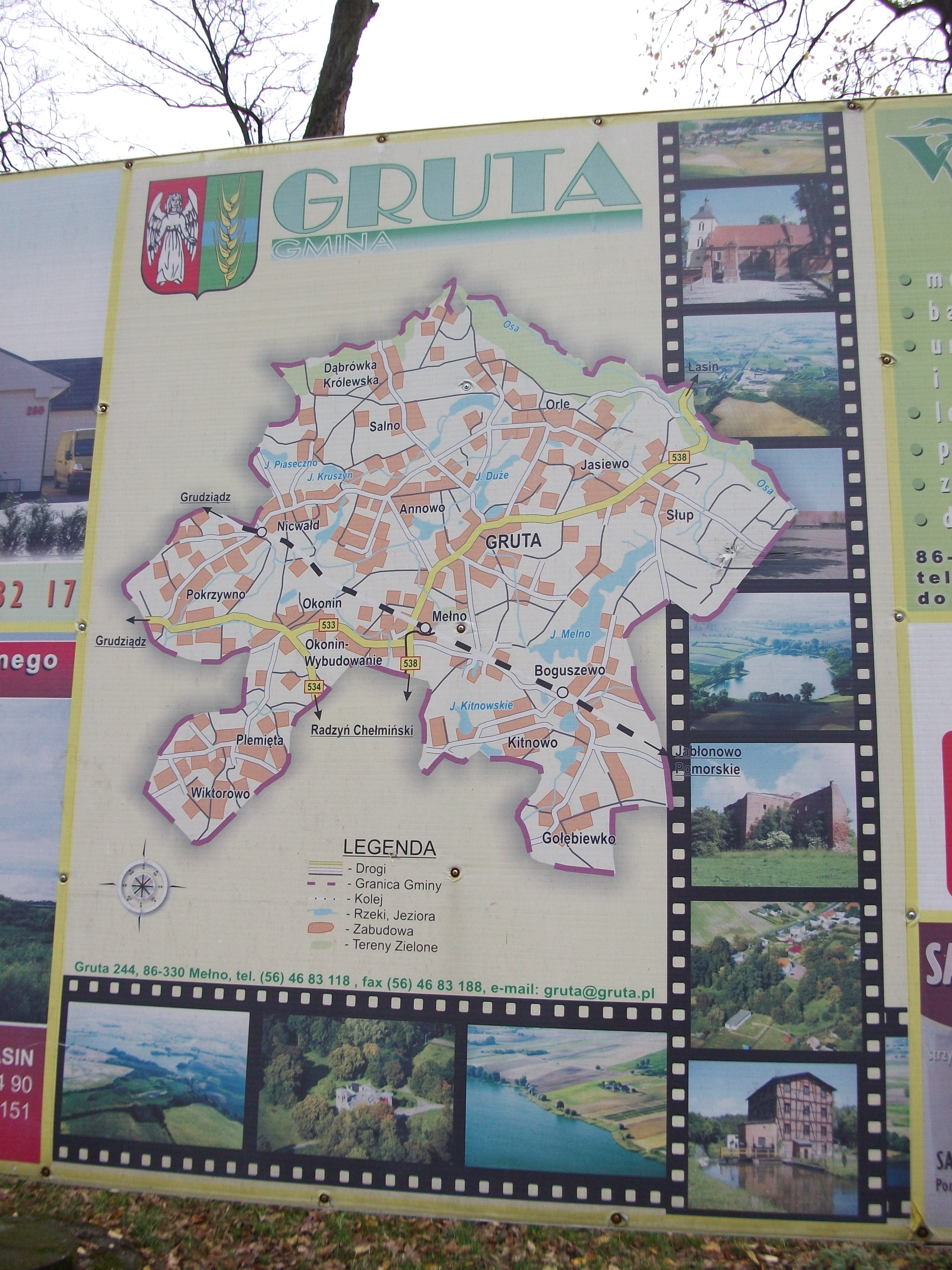
Mapa gminy Gruta

Wykaz zarejestrowanych zabytków nieruchomych na terenie gminy:
- park dworski z reliktami cmentarza z końca XIX w. w Annowie, nr A/518 z 16.02.1987 roku
- ruiny dworu obronnego z 1602 roku w Boguszewie, nr A/155/70 z 25.10.1935 roku
- kościół parafii pod wezwaniem św. Jakuba z XIV w. w Dąbrówce Królewskiej, nr A/360 z 13.07.1936 roku
- kościół parafii pod wezwaniem Wniebowzięcia Najświętszej Maryi Panny z XIV w. w Grucie, nr A/359 z 13.07.1936 roku
- park dworski z końca XIX w. w Grucie, nr 516 z 16.02.1987 roku
- park dworski w Jasiewie, nr 517 z 16.02.1987 roku
- park dworski z drugiej połowy XVIII w. w Kitnowie, nr A/691 z 08.07.1997 roku
- zespół pałacowy i folwarczny z początku XIX w. w Mełnie, obejmujący: pałac z 1855; folwark z lat 1855-1940: rządcówka; dom robotników folwarcznych (laboratorium); 3 obory; stajnia; 3 stodoły; owczarnia; gorzelnia; magazyn; szopa na maszyny; dom ogrodnika; ogrodzenie z bramą, nr A/36/1-16 z 5.07.2001 roku
- park z ogrodami użytkowymi z początku XIX w. w Mełnie, nr A/631 z 16.02.1987; A/905 z 12.01.2006 roku
- cmentarz rodowy rodziny Bielerów w Mełnie, nr A/905 z 12.01.2006 roku
- kościół parafii pod wezwaniem św. Kosmy i Damiana z pierwszej połowy XIV w. w Okoninie, nr A/369 z 27.06.1930 roku
- park dworski z początku XX w. w Orlem, nr 519 z 16.02.1987 roku
- ruiny zamku z drugiej połowy XIII w. w Pokrzywnie, nr A/579 z 18.10.1934 roku
- park dworski z końca XIX w. w Salnie, nr 521 z 16.02.1987 roku.

## Sołectwa
Annowo, Boguszewo, Dąbrówka Królewska, Gołębiewko, Gruta, Jasiewo, Kitnowo, Mełno, Cukrownia, Nicwałd, Okonin, Orle, Plemięta, Pokrzywno, Salno, Słup, Wiktorowo.

## Transport drogowy
Drogi przebiegające przez teren gminy
- 533 (Okonin – Mełno)
- 534 (Grudziądz – Okonin – Radzyń Chełmiński – Wąbrzeźno – Golub-Dobrzyń – Rypin)
- 538 (Fijewo – Mełno – Gruta – Łasin – Nowe Miasto Lubawskie – Rozdroże)

## Transport kolejowy
- 208 (Działdowo – Brodnica – Jabłonowo Pomorskie – Mełno – Nicwałd – Grudziądz – Laskowice Pomorskie – Tuchola – Chojnice)

## Sąsiednie gminy
Grudziądz, Łasin, Radzyń Chełmiński, Rogóźno, Świecie nad Osą